# Cúp bóng đá nữ châu Phi 2016
Cúp bóng đá nữ châu Phi 2016 diễn ra tại Cameroon từ 19 tháng 11 đến 3 tháng 12 năm 2016. Nigeria lần thứ mười lên ngôi sau khi vượt qua Cameroon trong trận chung kết.

## Vòng loại
Bảy suất tham dự vòng chung kết được xác định thông qua các trận đấu vòng loại diễn ra từ tháng 3 tới tháng 4 năm 2016.
Mali thay thế Guinea Xích Đạo vì đội này cho vào sân một cầu thủ không đủ điều kiện thi đấu.

## Địa điểm
Giải đấu được tổ chức tại Yaoundé và Limbe.
| Yaoundé                     | YaoundéLimbe | Limbe                       |
| Sân vận động Ahmadou Ahidjo | YaoundéLimbe | Sân vận động Thể thao Limbe |
| Sức chứa: 42.500            | YaoundéLimbe | Sức chứa: 20.000            |
|                             | YaoundéLimbe |                             |

## Vòng chung kết

### Vòng một
Giờ thi đấu là WAT (UTC+1)

#### Bảng A
| VT | Đội          | ST | T | H | B | BT | BB | HS | Đ | Giành quyền tham dự     |
| -- | ------------ | -- | - | - | - | -- | -- | -- | - | ----------------------- |
| 1  | Cameroon (H) | 3  | 3 | 0 | 0 | 5  | 0  | +5 | 9 | Vòng đấu loại trực tiếp |
| 2  | Nam Phi      | 3  | 1 | 1 | 1 | 5  | 1  | +4 | 4 | Vòng đấu loại trực tiếp |
| 3  | Ai Cập       | 3  | 1 | 0 | 2 | 1  | 7  | −6 | 3 |                         |
| 4  | Zimbabwe     | 3  | 0 | 1 | 2 | 0  | 3  | −3 | 1 |                         |

| Cameroon                        | 2–0      | Ai Cập |
| ------------------------------- | -------- | ------ |
| Onguéné 25' · Manie 72' (ph.đ.) | Chi tiết |        |

| Nam Phi | 0–0      | Zimbabwe |
| ------- | -------- | -------- |
|         | Chi tiết |          |

| Cameroon | 1–0      | Nam Phi |
| -------- | -------- | ------- |
| Ngo 83'  | Chi tiết |         |

| Zimbabwe | 0–1      | Ai Cập    |
| -------- | -------- | --------- |
|          | Chi tiết | Tarik 83' |

| Zimbabwe | 0–2      | Cameroon      |
| -------- | -------- | ------------- |
|          | Chi tiết | Akaba 2', 50' |

| Ai Cập | 0–5      | Nam Phi                                                              |
| ------ | -------- | -------------------------------------------------------------------- |
|        | Chi tiết | Mgcoyi 27' · Vilakazi 60' · Jane 61' · Seoposenwe 66' · Motlhalo 84' |

#### Bảng B
| VT | Đội     | ST | T | H | B | BT | BB | HS  | Đ | Giành quyền tham dự     |
| -- | ------- | -- | - | - | - | -- | -- | --- | - | ----------------------- |
| 1  | Nigeria | 3  | 2 | 1 | 0 | 11 | 1  | +10 | 7 | Vòng đấu loại trực tiếp |
| 2  | Ghana   | 3  | 2 | 1 | 0 | 7  | 3  | +4  | 7 | Vòng đấu loại trực tiếp |
| 3  | Mali    | 3  | 1 | 0 | 2 | 4  | 10 | −6  | 3 |                         |
| 4  | Kenya   | 3  | 0 | 0 | 3 | 2  | 10 | −8  | 0 |                         |

| Nigeria                                                         | 6–0      | Mali |
| --------------------------------------------------------------- | -------- | ---- |
| Ordega 21' · Oshoala 40', 63', 69', 78' · U. Sunday 48' (ph.đ.) | Chi tiết |      |

| Ghana                               | 3–1      | Kenya     |
| ----------------------------------- | -------- | --------- |
| Suleman 49' · Addo 71' · Boakye 90' | Chi tiết | Akida 23' |

| Nigeria     | 1–1      | Ghana            |
| ----------- | -------- | ---------------- |
| Oshoala 19' | Chi tiết | Addo 43' (ph.đ.) |

| Kenya      | 1–3      | Mali                                   |
| ---------- | -------- | -------------------------------------- |
| Avilia 80' | Chi tiết | Coulibaly 36' · Touré 50', 62' (ph.đ.) |

| Kenya | 0–4      | Nigeria                                            |
| ----- | -------- | -------------------------------------------------- |
|       | Chi tiết | Okobi 3' · Ikidi 7' · Oshoala 53' · Oparanozie 89' |

| Mali       | 1–3      | Ghana                                      |
| ---------- | -------- | ------------------------------------------ |
| Diarra 87' | Chi tiết | Eshun 44' · Suleman 68' · Addo 79' (ph.đ.) |

### Vòng đấu loại trực tiếp
|  | Bán kết               | Bán kết |                      |   | Chung kết | Chung kết |
|  |                       |         |                      |   |           |           |
|  | 29 tháng 11 – Yaoundé |         |                      |   |           |           |
|  |                       |         |                      |   |           |           |
|  | Cameroon              | 1       |                      |   |           |           |
|  | Cameroon              | 1       | 3 tháng 12 – Yaoundé |   |           |           |
|  | Ghana                 | 0       |                      |   |           |           |
|  | Ghana                 | 0       | Cameroon             | 0 |           |           |
|  | 29 tháng 11 – Limbe   |         | Cameroon             | 0 |           |           |
|  |                       | Nigeria | 1                    |   |           |           |
|  | Nigeria               | Nigeria | 1                    | 1 |           |           |
|  | Nigeria               |         |                      | 1 |           |           |
|  | Nam Phi               | 0       |                      |   |           |           |
|  | Nam Phi               | 0       | Tranh hạng ba        |   |           |           |
|  |                       |         |                      |   |           |           |
|  | 2 tháng 12 – Yaoundé  |         |                      |   |           |           |
|  |                       |         |                      |   |           |           |
|  | Ghana                 | 1       |                      |   |           |           |
|  | Ghana                 | 1       |                      |   |           |           |
|  | Nam Phi               | 0       |                      |   |           |           |

#### Bán kết
| Cameroon    | 1–0      | Ghana |
| ----------- | -------- | ----- |
| Feudjio 72' | Chi tiết |       |

| Nigeria        | 1–0      | Nam Phi |
| -------------- | -------- | ------- |
| Oparanozie 54' | Chi tiết |         |

#### Tranh hạng ba
| Ghana     | 1–0      | Nam Phi |
| --------- | -------- | ------- |
| Eshun 48' | Chi tiết |         |

#### Chung kết
| Cameroon | 0–1      | Nigeria        |
| -------- | -------- | -------------- |
|          | Chi tiết | Oparanozie 86' |